# Last Splash
Last Splash is het tweede album van de Amerikaanse band The Breeders. Het album is op 30 augustus 1993 uitgekomen. 
Het nummer Cannonball kwam in 1993 in de Mega Top 100. De hoogste notering van het nummer was de 35e plaats.
De titel van het album komt uit de songtekst van Cannonball. Het nummer is een aantal keer gebruikt voor filmtrailers, waaronder die van South Park: Bigger, Longer & Uncut en Dude, Where's My Car?.

## Nummers
Alle nummers zijn geschreven door Kim Deal, tenzij anders vermeld.
1. "New Year" – 1:56
2. "Cannonball" – 3:33
3. "Invisible Man" – 2:48
4. "No Aloha" – 2:07
5. "Roi" – 4:11
6. "Do You Love Me Now?" – 3:01
7. "Flipside" (Kim Deal / Kelley Deal) – 1:59
8. "I Just Wanna Get Along" – 1:44
9. "Mad Lucas" – 4:36
10. "Divine Hammer" – 2:41
11. "S.O.S." – 1:31
12. "Hag" – 2:55
13. "Saints" – 2:32
14. "Drivin' on 9" (Dom Leone / Steve Hickoff) – 3:22
15. "Roi (Reprise)" – 0:42

"Drivin' on 9" is een cover van Ed's Redeeming Qualities.